# Polish Open 2024 - Doppio
Il doppio femminile del torneo di tennis professionistico Polish Open 2024, facente parte della categoria WTA 125 nell'ambito del WTA 125 2024, si svolse dal 22 al 27 luglio 2024 a Varsavia, in Polonia. Katarzyna Kawa e Elixane Lechemia erano le campionesse in carica, ma hanno scelto di non partecipare a questa edizione del torneo.
In finale Weronika Falkowska e Martyna Kubka hanno sconfitto Céline Naef e Nina Stojanović con il punteggio di 6-4, 7-6(5).

## Teste di serie
1. Jessie Aney /  Lena Papadakis (semifinale)

1. Weronika Falkowska /  Martyna Kubka (Campionesse)

## Wildcard
1. Weronika Ewald /  Zuzanna Kolonus (semifinale)

## Tabellone

### Legenda
| - Q = Qualificato - WC = Wild card - LL = Lucky loser | - ALT = Alternate - SE = Special Exempt - PR = Protected Ranking | - w/o = Walkover - r = Ritirato - d = Squalificato |

|  | Quarti di finale | Quarti di finale        | Quarti di finale     | Quarti di finale | Quarti di finale |  |  | Semifinali | Semifinali          | Semifinali          | Semifinali          | Semifinali          |   |   | Finale | Finale              | Finale              | Finale | Finale |  |
|  |                  |                         |                      |                  |                  |  |  |            |                     |                     |                     |                     |   |   |        |                     |                     |        |        |  |
|  | 1                | J Aney L Papadakis      | J Aney L Papadakis   | 6                | 6                |  |  |            |                     |                     |                     |                     |   |   |        |                     |                     |        |        |  |
|  |                  | C Monnet A Raina        | C Monnet A Raina     | 2                | 1                |  |  | 1          | J Aney L Papadakis  | J Aney L Papadakis  | 64                  | 2                   |   |   |        |                     |                     |        |        |  |
|  |                  | C Naef N Stojanović     | C Naef N Stojanović  | 6                | 6                |  |  |            | C Naef N Stojanović | C Naef N Stojanović | 7                   | 6                   |   |   |        |                     |                     |        |        |  |
|  |                  | I Haverlag C Rosca      | I Haverlag C Rosca   | 4                | 2                |  |  |            |                     |                     |                     |                     |   |   |        | C Naef N Stojanović | C Naef N Stojanović | 4      | 65     |  |
|  |                  | Y Lizarazo N Stevanović | 4                    | 6                | [7]              |  |  |            |                     | 2                   | W Falkowska M Kubka | W Falkowska M Kubka | 6 | 7 |        |                     |                     |        |        |  |
|  | WC               | W Ewald Z Kolonus       | 6                    | 4                | [10]             |  |  | WC         | W Ewald Z Kolonus   | W Ewald Z Kolonus   | 0                   | 2                   |   |   |        |                     |                     |        |        |  |
|  |                  | A Eala D Semeņistaja    | A Eala D Semeņistaja | 4                | 5                |  |  | 2          | W Falkowska M Kubka | W Falkowska M Kubka | 6                   | 6                   |   |   |        |                     |                     |        |        |  |
|  | 2                | W Falkowska M Kubka     | W Falkowska M Kubka  | 6                | 7                |  |  |            |                     |                     |                     |                     |   |   |        |                     |                     |        |        |  |